# R-Type Dimensions
R-Type Dimensions (アールタイプ ディメンション?, Āru Taipu Dimenshon) o anche R-Type Dimensions EX è un videogioco di genere shoot'em up pubblicato da Irem nel 2014 per console PlayStation 3, Xbox 360 e Xbox One. Fa parte della serie di R-Type.

## Trama
L'impero Bydo ha invaso la galassia ed è determinato a soggiogare tutta l'umanità; viene così inviata a contrastarlo l'astronave da battaglia R-9.

## Modalità di gioco
Il videogioco è una compilation aggiornata con grafica 2.5D dei classici R-Type e R-Type II. Il giocatore inoltre potrà scegliere in qualsiasi momento la commutazione da grafica originale a nuova premendo un tasto. L'azione si svolge attraverso gli otto livelli di R-Type e i sei di R-Type II. Le versioni sono identiche alle originali anche in grafica aggiornata in quanto non presentano nessuna differenza se non per il posizionamento della barra Beam, delle vite residue e del punteggio, inseriti nella parte superiore dello schermo anziché in basso: inoltre si può giocare in doppio, il che diminuisce di molto la difficoltà del videogioco.

### Armi di R-Type e R-Type II
L'astronave all'inizio spara comuni proiettili e può attivare il Beam, un raggio molto potente, tenendo premuto un tasto ed aspettando che si colori la barra segnalatrice. Il Force è attivabile raccogliendo il primo pod rilasciato da nemici distrutti, è a potenza incrementabile tre volte e può essere posizionato davanti o dietro la R-9: ha inoltre funzioni di barriera contro i proiettili di potenza minore. L'armamento poi è intercambiabile raccogliendo i pod colorati rilasciati da alcuni nemici distrutti.